# Werksviertel

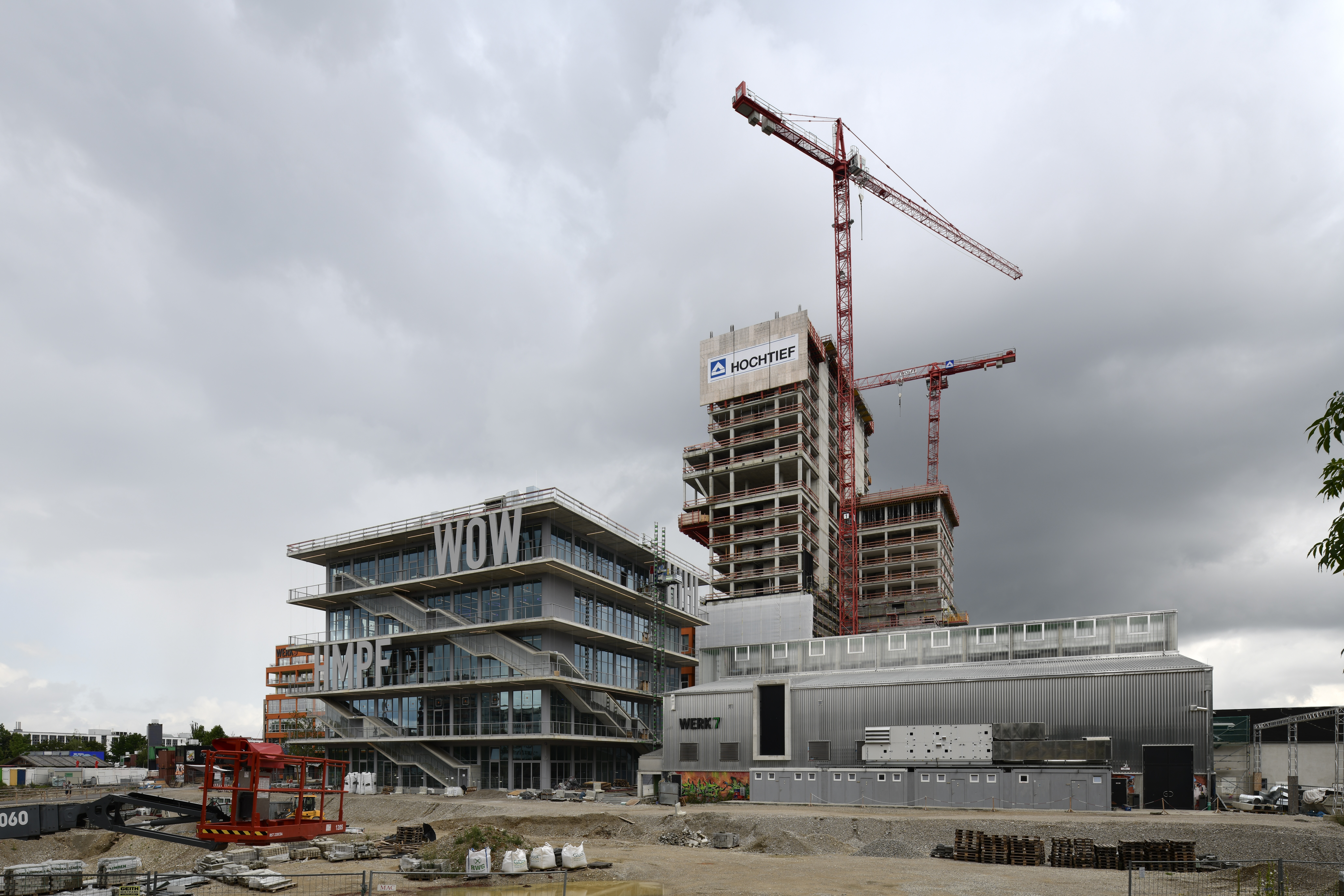
Bauarbeiten im Werksviertel (2019)

Werksviertel ist der Name eines etwa 39 Hektar großen Stadtquartiers im Westen von Berg am Laim, einem der östlichen Stadtbezirke der bayerischen Landeshauptstadt München. Es entstand ab 2016 als Neuentwicklung des gesamten Geländes und wurde 2023 mit dem Deutschen Städtebaupreis ausgezeichnet.
Bis 1996 war das Gelände Sitz von mehreren großen Industriebetrieben, vor allem den Pfanni-Werken. Von 1996 bis 2003 wurde das Pfanni-Fabrikgelände unter dem Namen Kunstpark Ost als das damals größte zusammenhängende Nightlife- und Kultur-Areal Europas genutzt, wobei in fast sämtliche der früheren Industriegebäude Bars, Clubs, Flohmärkte und kulturelle Einrichtungen einzogen. Der im Jahr 2003 in Kultfabrik umbenannte Kunstpark Ost wurde 2016 im Rahmen der Stadtentwicklung geschlossen und wird seitdem unter dem Namen Werksviertel Mitte als Kultur-, Sport-, Gewerbe- und Veranstaltungsgelände weitergeführt.

## Lage
Das Areal des Werksviertels hat eine Größe von 39,5 Hektar, von denen sich 34 Hektar in Privatbesitz befinden und 4,1 Hektar der Stadt München gehören. Im Westen und Nordwesten wird es von der Friedenstraße begrenzt, die parallel zu den Bahngleisen verläuft. Die südwestliche Ecke grenzt an die Rosenheimer Straße. Einige weitere das Viertel künftig begrenzende Straßen sind erst im Bau und liegen innerhalb des durch die Mühldorf-, Ampfing-, Anzinger und Aschheimer Straße begrenzten Areals.

## Geschichte

### Vorgeschichte

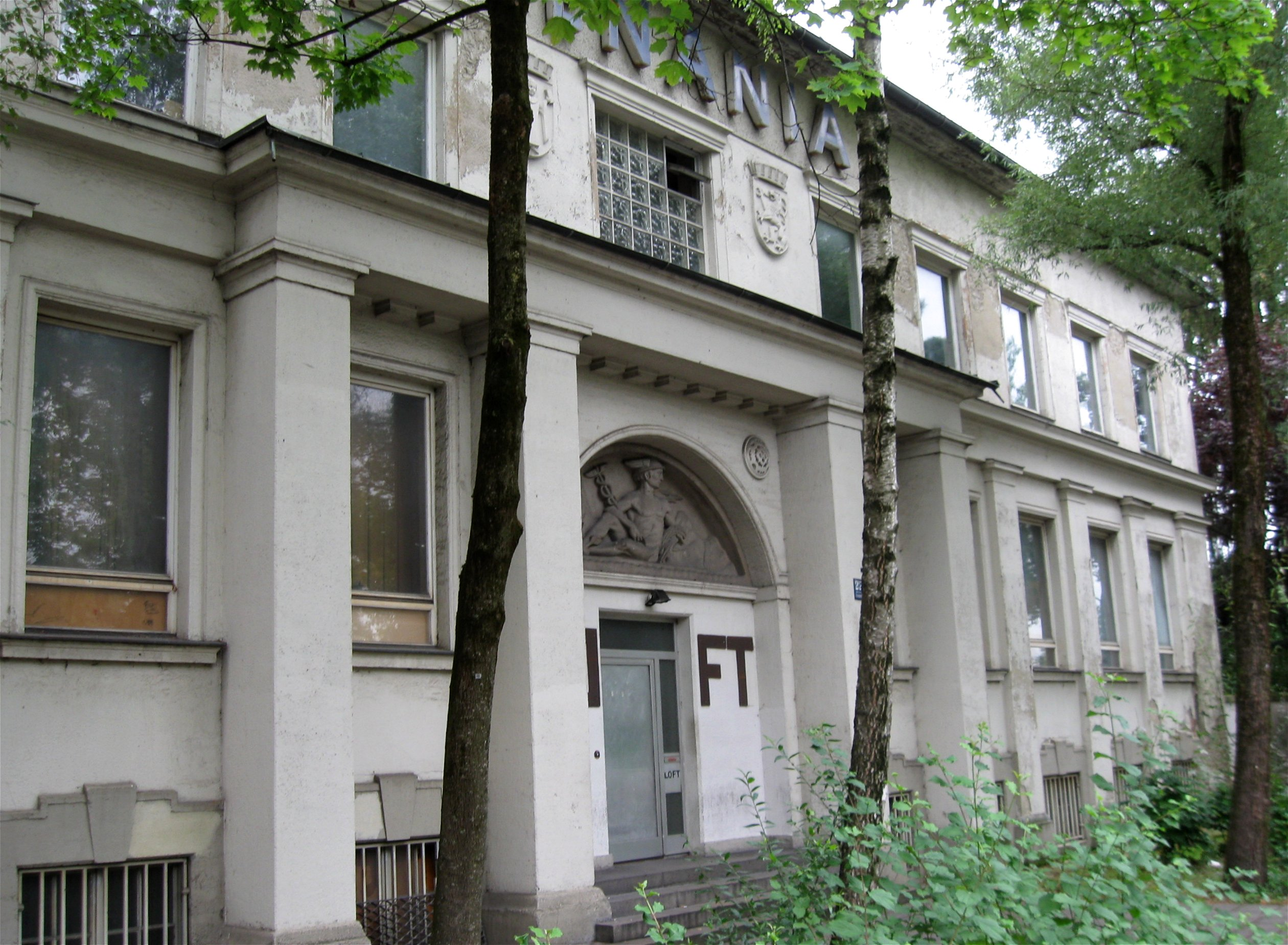
Denkmalgeschütztes ehemaliges Verwaltungsgebäude der Firma Rhenania in der Friedenstraße

#### Vor 1996 – Industrielle Nutzung
Im äußeren Westen von Berg am Laim, entlang der Friedenstraße und Grafinger Straße, in unmittelbarer Nähe zum Münchner Ostbahnhof befand sich noch in den 1980er-Jahren ein Gewerbegelände, auf dem sich unter anderem ein Standort der Spedition Rhenania und der Industrieverwaltungsgesellschaft (IVG) sowie das Pfanni-Stammwerk und die Optimol Ölwerke, Hersteller von Schmierölen, befanden. An der Anzinger Straße hatte der Fahrzeughersteller Zündapp einen Standort, der 1984 in Konkurs ging. Nachdem 1992 die Optimolwerke verkauft worden waren und nur wenig später, im Jahr 1996, Pfanni seine Produktion von München nach Mecklenburg-Vorpommern verlegte, wurde das Fabrikgelände aufgegeben.
Im nördlichen Teil des Werksviertels ist Rohde & Schwarz ansässig. Sie hatte bereits vor der eigentlichen Werksviertel-Planungsphase einige Modernisierungsmaßnahmen durchgeführt. Die neueren Baumaßnahmen sind Teil des Werksviertel-Bebauungsplans.

#### 1996 bis 2003 – Kunstpark Ost

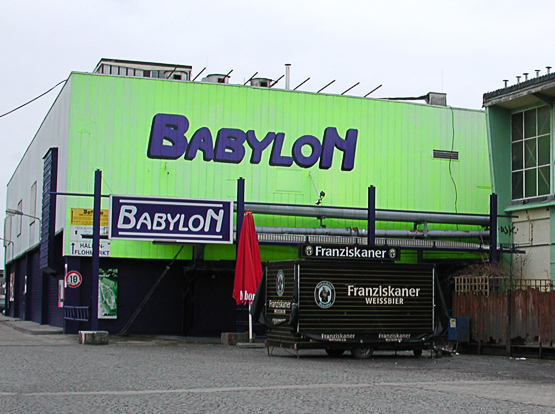
Die Diskothek Babylon im ehemaligen Kunstpark Ost (2002)

Das nun brach liegende Pfanni- und Optimol-Gelände wurde an den Münchner Unternehmer und Gastronomen Wolfgang Nöth verpachtet, der ab den 1980er Jahren das Nachtleben über München hinaus durch die Einführung der so genannten Hallenclubs stark beeinflusst hatte. Er machte aus dem Gelände eine Art Nachtleben-Vergnügungspark, den Kunstpark Ost (KPO). Ab September 1996 eröffneten bis zu dreißig Diskotheken, wie das Babylon (Bild), Ultraschall, KW – Das Heizkraftwerk, Natraj Temple und K 41, ferner Clubs, Bars, Restaurants, Spielhallen, Künstlerateliers und Kleinunternehmen. Es gab Konzerte und Kunst- und Antiquitätenflohmärkte. Nicht zuletzt aufgrund der verkehrsgünstigen Lage entwickelte sich der Park zu einer Attraktion, die vor allem an den Wochenenden zahlreiche Besucher aus nah und fern anzog. Ende Januar 2003 wurde der Kunstpark Ost aufgelöst.

#### 2003 bis 2016 – Kultfabrik und Optimolwerke

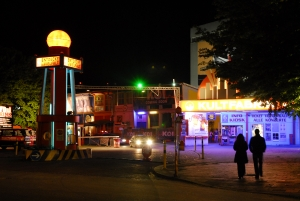
Eingang zur ehemaligen Kultfabrik (2007)

Nachfolger wurden die Kultfabrik (Bild), ein am 11. April 2003 eröffnetes Kultur- und Veranstaltungszentrum, sowie die Optimolwerke, ein benachbartes Clubareal auf dem ehemaligen Werksgelände der Optimol Ölwerke. Die Kultfabrik bestand bis Ende 2015 (manche Teile bis 2016), die Optimolwerke bis 2018. Beide mussten dem Stadtentwicklungsprojekt für das neue Werksviertel weichen.

### Planungsphase
2001 lobte die Stadt München einen Ideenwettbewerb „Rund um den Ostbahnhof“ (ROST) für ein 115 Hektar großes Areal östlich und westlich des Ostbahnhofs aus, das außer dem heutigen Werksviertel auch Teile von Haidhausen umfasste. Die Planung für dieses große Projekt wurde aufgegeben und auf das heutige Werksviertel-Areal beschränkt. Dazu beschloss der Stadtrat im Oktober 2011, den Bebauungsplan mit Grünordnung 2061 aufzustellen. Nach einigen Konzeptänderungen, darunter 2014 die Entscheidung für eine Grundschule, verabschiedete er im Herbst 2017 den Satzungsbeschluss für den Bebauungsplan, welcher im April 2018 in Kraft trat. Das Ensemble „iCampus Rhenania“ im nördlichen Teil des Werksviertels ist als Kerngebiet MK1 im Bebauungsplan 2061 ausgewiesen.
Der Name Werksviertel für das neu entstehende Quartier kam 2012 auf.

### Realisierung

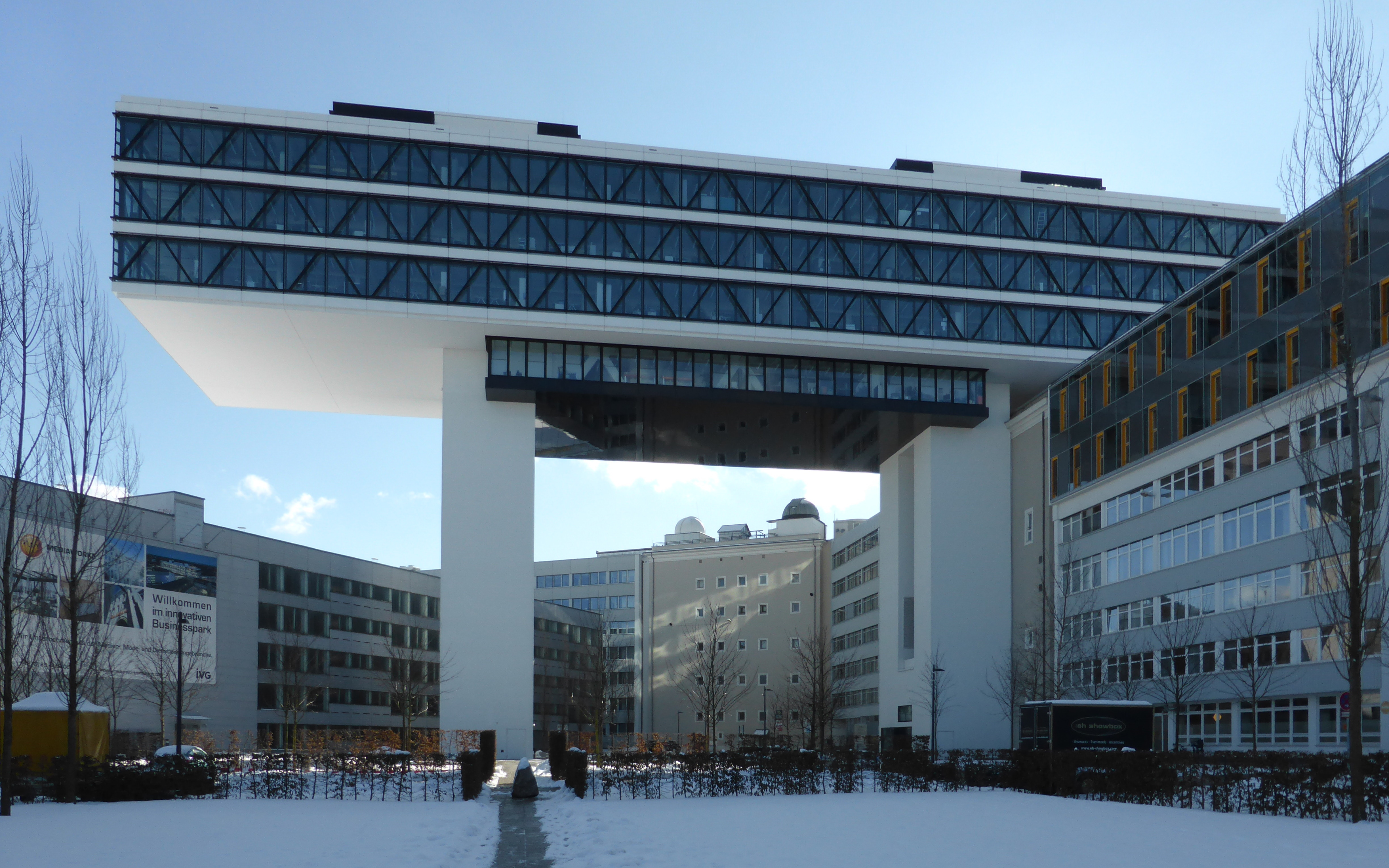
Medienbrücke von Steidle Architekten

Bereits 2012 wurde der Neubau des Bürohochhauses Medienbrücke fertiggestellt, dessen Büros überwiegend an Unternehmen der Medienbranche vermietet sind. Steidle Architekten errichteten die Medienbrücke nach Zeichnungen des verstorbenen Architekten Otto Steidle. Nach dem Ende der Kultfabrik entstand im Frühjahr 2016 das WERK3, ebenfalls nach Plänen der Steidle Architekten, als Umbau eines der früheren Industriegebäude. 2018 machte das Inkrafttreten des Bebauungsplans den Weg frei zur vollen Umsetzung für die Kultur-, Büro- und Wohngebäude sowie Verkehrs- und Parkanlagen des Werksviertels. Dazu gehört das künftige Konzerthaus München, das WERK7-Theater sowie Hotel- und Gastronomiebetriebe und Sportangebote. Das Werksviertel sollte etwa 7000 neue Arbeitsplätze schaffen sowie etwas mehr als tausend Wohnungen für etwa 3000 Bewohner bieten. Als Zwischennutzung des für das Konzerthaus vorgesehenen Geländes wurde im April 2019 das 78 Meter hohe Riesenrad Hi-Sky, seit Juli 2020 unter dem Namen Umadum betrieben, in Betrieb genommen. 2019 zog die Boulderwelt München Ost in einen Neubau um, der zum „Plaza-Quartier“, einem Teil des Ensembles „iCampus“, gehört.
Im Werksviertel waren Stand 2019 fünf Hotels im Entstehen, vor allem im Zentrum des Quartiers. Besonders markant ist der 24-stöckige Hotelturm „Werk 4“. Dort entstanden im Auftrag der Otec GmbH nach Umbau des ehemaligen Pfanni-Kartoffelsilos zwei Hotels übereinander: in den oberen 16 Etagen ein Luxus-Apartmenthotel, unten ein preisgünstigeres Youth-Hostel.
Im Zuge der Neugestaltung entsteht ein neues Straßen- und Wegenetz. Dabei wurde bzw. wird der westliche Abschnitt der Grafinger Straße aufgegeben (siehe Verlauf der neuen August-Everding-Straße). Einige der neuen Straßennamen wie Speicherstraße und Atelierstraße nehmen auf den früheren Industriestandort Bezug, die Straße Am Kartoffelgarten auf die Produkte der Pfanni-Werke, der Otto-Eckart-Platz ehrt den Lebensmittelunternehmer Otto Eckart. Weitere Straßen würdigen Prominente aus dem Bereich Darstellende Kunst wie den Regisseur August Everding, den Drehbuchautor und Regisseur Helmut Dietl, die Schauspielerinnen Gisela Stein  und Hanne Hiob sowie die Opernsängerin Erika Köth.

### Architektur
- Medienbrücke: Steidle Architekten nach Zeichnungen von Otto Steidle
- Werk 3: Steidle Architekten, Bernd Jungbauer[20]
- Werk 4: Steidle Architekten[21]
- Werk 7: Nuyken von Oefele[22]
- Werk 12: MVRDV und Nuyken von Oefele[23][24]
- Werk 17: Hild und K